# 菅义伟内阁
菅義偉内閣（日语：／ Suga Yoshihide Naikaku */?）是日本眾議院議員、自由民主黨總裁菅义伟就任第99任內閣總理大臣（首相）後，自2020年9月16日至2021年10月4日組成的內閣。

## 概要
2020年8月28日，时任首相安倍晋三因健康原因宣布请辞，其后时任内阁官房长官的菅义伟于同年9月14日在执政党自由民主党总裁选举中高票当选。2020年9月16日上午，执政长达7年零8个月的安倍内阁总辞。当天下午，菅义伟在内阁总理大臣指名选举中当选新一任首相，并于晚间率领新内阁全体成员前往皇居参加总理大臣任命仪式和阁僚认证仪式。经天皇德仁任命，菅义伟正式成为日本第99任首相，菅义伟内阁也正式开始运作。
本届内阁除总理大臣外，阁员总数为20人，较上届多出1人，新设立的职务为2025年世界博览会担当大臣。首相以外的内阁成员中，上一届内阁的8名国务大臣再任，3名上一届内阁成员改任其它职务，4人（不计本届改任其它职务的上届内阁成员）曾经有过入阁经验，5人首次入阁。
由於菅义伟決定不參加2021年自由民主黨總裁選舉，本屆內閣在2021年10月4日總辭，由岸田文雄於同一天接任內閣总理大臣並組成新內閣。

## 内阁成员名单

### 国务大臣
具体成员名单如下：
| 职务 | 姓名    | 姓名       | 所属                         | 特命事项等                                                                          | 备注 |
| --- | ------- | ---------- | ---------------------------- | ----------------------------------------------------------------------------------- | --- |
| 内阁总理大臣 |         | 菅義偉     | 眾議院 自由民主黨 （無派閥） |                                                                                     | 自由民主黨總裁 |
| 副总理 財務大臣 內閣府特命擔當大臣 （金融担当）                                                                           |         | 麻生太郎   | 眾議院 自由民主黨 （麻生派） | 內閣總理大臣臨時代理 就任顺位第1位 通货紧缩摆脱担当                                 | 再任、2008年-2009年担任内阁总理大臣                                                                               |
| 總務大臣 |         | 武田良太   | 眾議院 自由民主党 （二階派） |                                                                                     | 2019年-2020年担任国家公安委员会委员长                                                                             |
| 法務大臣 |         | 上川陽子   | 眾議院 自由民主党 （岸田派） |                                                                                     | 2014年-2015年及2017年-2018年兩度担任法务大臣                                                                      |
| 外務大臣 |         | 茂木敏充   | 眾議院 自由民主党 （竹下派） |                                                                                     | 再任 內閣總理大臣臨時代理 就任順位第3位                                                                           |
| 文部科学大臣 |         | 萩生田光一 | 眾議院 自由民主黨 （細田派） | 教育再生担当 国立国会图书馆联络调整委员会委员                                       | 再任 |
| 厚生劳动大臣 |         | 田村憲久   | 眾議院 自由民主党 （石破派） | 工作方式改革担当                                                                    | 2012年-2014年担任厚生劳动大臣                                                                                     |
| 农林水产大臣 | 代替文= | 野上浩太郎 | 參議院 自由民主党 （細田派） |                                                                                     | 初次入阁 |
| 經濟產業大臣 内阁府特命担当大臣 （原子能损害赔偿、废炉等支援机构担当）                                                    |         | 梶山弘志   | 眾議院 自由民主党 （無派閥） | 产业竞争力担当 俄罗斯经济领域协力担当 原子能经济被害担当                            | 再任 |
| 国土交通大臣 |         | 赤羽一嘉   | 眾議院 公明党                | 水循环政策担当                                                                      | 再任 |
| 環境大臣 内阁府特命担当大臣 （原子能防灾担当）                                                                            |         | 小泉進次郎 | 眾議院 自由民主党 （無派閥） |                                                                                     | 再任 |
| 防衛大臣 |         | 岸信夫     | 眾議院 自由民主黨 （細田派） |                                                                                     | 初次入阁 |
| 内閣官房長官 |         | 加藤勝信   | 眾議院 自由民主党 （竹下派） | 冲绳基地负担减轻担当 绑架问题担当 內閣總理大臣臨時代理 就任順位第2位                | 2019年-2020年担任厚生劳动大臣                                                                                     |
| 數位大臣 內閣府特命擔當大臣 （个人資訊保護委員會担当）                                                                    |         | 平井卓也   | 眾議院 自由民主黨 （岸田派） |                                                                                     | 2018年-2019年担任內閣府特命擔當大臣 2021年9月1日以前為个人番號制度担当 （數字化改革担当、信息技术（IT）政策担当） |
| 復興大臣 |         | 平澤勝榮   | 眾議院 自由民主黨 （二階派） | 福岛核电站事故再生总括担当                                                          | 初次入阁 |
| 国家公安委员会委员长 内阁府特命担当大臣 （防灾担当） （海洋政策担当）                                                     |         | 小此木八郎 | 眾議院 自由民主黨 （無派閥） | 国土强韧化担当 領土問題担当                                                         | 2017年-2018年担任国家公安委员会委员长                                                                             |
| 国家公安委员会委员长 内阁府特命担当大臣 （防灾担当） （海洋政策担当）                                                     |         | 棚橋泰文   | 眾議院 自由民主黨 （麻生派） | 国土强韧化担当 領土問題担当                                                         | |
| 内閣府特命担当大臣 （冲绳及北方对策担当） （規制改革担当）                                                                |         | 河野太郎   | 眾議院 自由民主黨 （麻生派） | 行政改革担当 国家公务员制度担当 疫苗接種推進擔當 內閣總理大臣臨時代理 就任順位第4位 | 2019-2020年担任防卫大臣                                                                                           |
| 內閣府特命擔當大臣 （少子化对策担当） （地方创生担当）                                                                    |         | 坂本哲志   | 眾議院 自由民主黨 （石原派） | 一亿总活跃担当 城市・人・工作创生担当                                               | 初次入阁 |
| 內閣府特命擔當大臣 （经济财政政策担当）                                                                                   |         | 西村康稔   | 眾議院 自由民主黨 （細田派） | 经济再生担当 全世代型社会保障改革担当 新型冠狀病毒肺炎對策擔當                      | 再任 |
| 内閣府特命担当大臣 （男女共同参与担当）                                                                                   |         | 橋本聖子   | 参議院 自由民主黨 （細田派） | 女性活跃担当 奧運會及帕拉林匹克運動會擔當 內閣總理大臣臨時代理 就任順位第5位        | 續任；2021年2月18日辭職以接任奧委員會主席                                                                         |
| 内閣府特命担当大臣 （男女共同参与担当）                                                                                   |         | 丸川珠代   | 参議院 自由民主黨 （細田派） | 女性活跃担当 奧運會及帕拉林匹克運動會擔當 內閣總理大臣臨時代理 就任順位第5位        | 再任 |
| 内阁府特命担当大臣 （消费者及食品安全担当） （酷日本战略担当） （知识产权战略担当） （科学技术政策担当） （宇宙政策担当） |         | 井上信治   | 眾議院 自由民主黨 （麻生派） | 2025年世界博覽會担当                                                                | 初次入阁 |

### 内阁官房副长官、内阁法制局长官
| 职务           | 姓名     | 出身                         | 備註 |
| -------------- | -------- | ---------------------------- | ---- |
| 內閣官房副長官 | 坂井学   | 眾議院 自由民主黨 （无派阀） |      |
| 內閣官房副長官 | 岡田直樹 | 参議院 自由民主黨 （細田派） | 再任 |
| 內閣官房副長官 | 杉田和博 | 民間（警察廳）               | 再任 |
| 內閣法制局長官 | 近藤正春 | 前內閣法制次長 經濟產業省    | 再任 |

### 內閣總理大臣補佐官
| 職位 | 姓名     | 所屬                         | 備註            |
| --- | -------- | ---------------------------- | --------------- |
| 內閣總理大臣補佐官 （國家安全保障重要政策擔當）                                                                    | 木原稔   | 眾議院／自由民主黨（竹下派） | 再任            |
| 內閣總理大臣補佐官 （經濟、外交擔當）                                                                              | 阿達雅志 | 參議院／自由民主黨（無派閥） |                 |
| 內閣總理大臣補佐官 （國土強韌化及復興等社會資本整備、地方創生、 健康醫療成長戰略與科學技術創新政策等特命事項擔當） | 和泉洋人 | 民間（國土交通省）           | 再任            |
| 內閣總理大臣補佐官 （政策評價、檢證擔當）                                                                          | 柿崎明二 | 民間                         | 2020年10月1日任 |

### 副大臣
| 職位           | 姓名       | 出身                         | 備註                                       |
| -------------- | ---------- | ---------------------------- | ------------------------------------------ |
| 復興副大臣     | 龜岡偉民   | 眾議院／自由民主黨（細田派） |                                            |
| 復興副大臣     | 橫山信一   | 參議院／公明黨               |                                            |
| 復興副大臣     | 岩井茂樹   | 參議院／自由民主黨（竹下派） | 兼任內閣府、國土交通副大臣/2021年4月30日免 |
| 復興副大臣     | 渡邊猛之   | 参議院／自由民主党（竹下派） | 兼任內閣府、國土交通副大臣/2021年4月30日任 |
| 內閣府副大臣   | 赤澤亮正   | 眾議院／自由民主黨（石破派） |                                            |
| 內閣府副大臣   | 藤井比早之 | 眾議院／自由民主黨（無派閥） | 兼任數位副大臣/2021年9月1日起              |
| 內閣府副大臣   | 三林裕巳   | 眾議院／自由民主黨（細田派） |                                            |
| 內閣府副大臣   | 田野瀨太道 | 衆議院／自由民主党（石原派） | 文部科学副大臣兼任/2021年2月1日免          |
| 內閣府副大臣   | 丹羽秀樹   | 衆議院／自由民主党（麻生派） | 文部科学副大臣兼任/2021年2月1日任          |
| 內閣府副大臣   | 長坂康正   | 眾議院／自由民主黨（麻生派） | 兼任經濟產業副大臣                         |
| 內閣府副大臣   | 江島潔     | 參議院／自由民主黨（細田派） | 兼任經濟產業副大臣                         |
| 內閣府副大臣   | 堀內詔子   | 眾議院／自由民主黨（岸田派） | 兼任環境副大臣                             |
| 內閣府副大臣   | 中山泰秀   | 眾議院／自由民主黨（細田派） | 兼任防衛副大臣                             |
| 內閣府副大臣   | 岩井茂樹   | 參議院／自由民主黨（竹下派） | 兼任復興、國土交通副大臣/2021年4月30日免   |
| 內閣府副大臣   | 渡邊猛之   | 参議院／自由民主党（竹下派） | 兼任復興、國土交通副大臣/2021年4月30日任   |
| 內閣府副大臣   | 山本博司   | 参議院／公明党               | 兼任厚生勞動副大臣/2021年1月22日任         |
| 總務副大臣     | 熊田裕通   | 眾議院／自由民主黨（無派閥） |                                            |
| 總務副大臣     | 新谷正義   | 眾議院／自由民主黨（竹下派） |                                            |
| 法務副大臣     | 田所嘉德   | 眾議院／自由民主黨（石破派） |                                            |
| 外務副大臣     | 鷲尾英一郎 | 眾議院／自由民主黨（二階派） |                                            |
| 外務副大臣     | 宇都隆史   | 參議院／自由民主黨（竹下派） |                                            |
| 財務副大臣     | 伊藤涉     | 眾議院／公明黨               |                                            |
| 財務副大臣     | 中西健治   | 參議院／自由民主黨（麻生派） |                                            |
| 文部科學副大臣 | 高橋比奈子 | 眾議院／自由民主黨（麻生派） |                                            |
| 文部科學副大臣 | 田野瀨太道 | 衆議院／自由民主党（石原派） | 兼任內閣府副大臣/2021年2月1日免            |
| 文部科學副大臣 | 丹羽秀樹   | 衆議院／自由民主党（麻生派） | 兼任內閣府副大臣/2021年2月1日任            |
| 厚生勞動副大臣 | 三原順子   | 參議院／自由民主黨（無派閥） |                                            |
| 厚生勞動副大臣 | 山本博司   | 參議院／公明黨               | 兼任內閣府副大臣/2021年1月22日起           |
| 農林水產副大臣 | 葉梨康弘   | 眾議院／自由民主黨（岸田派） |                                            |
| 農林水產副大臣 | 宮內秀樹   | 眾議院／自由民主黨（二階派） |                                            |
| 經濟產業副大臣 | 長坂康正   | 眾議院／自由民主黨（麻生派） | 兼任內閣府副大臣                           |
| 經濟產業副大臣 | 江島潔     | 參議院／自由民主黨（細田派） | 兼任內閣府副大臣                           |
| 國土交通副大臣 | 大西英男   | 眾議院／自由民主黨（細田派） |                                            |
| 國土交通副大臣 | 岩井茂樹   | 參議院／自由民主黨（竹下派） | 兼任復興、內閣府副大臣/2021年4月30日免     |
| 國土交通副大臣 | 渡邊猛之   | 参議院／自由民主党（竹下派） | 兼任復興、內閣府副大臣/2021年4月30日任     |
| 環境副大臣     | 笹川博義   | 眾議院／自由民主黨（竹下派） |                                            |
| 環境副大臣     | 堀內詔子   | 眾議院／自由民主黨（岸田派） | 兼任內閣府副大臣                           |
| 防衛副大臣     | 中山泰秀   | 眾議院／自由民主黨（細田派） | 兼任內閣府副大臣                           |
| 數位副大臣     | 藤井比早之 | 衆議院／自由民主党（無派閥） | 兼任内閣府副大臣/2021年9月1日任            |

### 大臣政務官
| 職位               | 姓名       | 出身                         | 備註                                |
| ------------------ | ---------- | ---------------------------- | ----------------------------------- |
| 復興大臣政務官     | 吉川赳     | 眾議院／自由民主黨（岸田派） | 兼任內閣府大臣政務官                |
| 復興大臣政務官     | 三谷英弘   | 眾議院／自由民主黨（無派閥） | 兼任內閣府、文部科學大臣政務官      |
| 復興大臣政務官     | 佐藤啟     | 參議院／自由民主黨（細田派） | 兼任內閣府、經濟產業大臣政務官      |
| 內閣府大臣政務官   | 岡下昌平   | 眾議院／自由民主黨（二階派） | 兼任數位大臣政務官/2021年9月1日起   |
| 內閣府大臣政務官   | 和田義明   | 眾議院／自由民主黨（細田派） |                                     |
| 內閣府大臣政務官   | 宗清皇一   | 眾議院／自由民主黨（細田派） | 兼任經濟產業大臣政務官              |
| 內閣府大臣政務官   | 鳩山二郎   | 眾議院／自由民主黨（二階派） | 兼任國土交通大臣政務官              |
| 內閣府大臣政務官   | 神谷昇     | 眾議院／自由民主黨（二階派） | 兼任環境大臣政務官                  |
| 內閣府大臣政務官   | 松川瑠衣   | 參議院／自由民主黨（細田派） | 兼任防衛大臣政務官                  |
| 內閣府大臣政務官   | 吉川赳     | 眾議院／自由民主黨（岸田派） | 兼任復興大臣政務官                  |
| 內閣府大臣政務官   | 三谷英弘   | 眾議院／自由民主黨（無派閥） | 兼任復興、文部科學大臣政務官        |
| 內閣府大臣政務官   | 佐藤啟     | 參議院／自由民主黨（細田派） | 兼任復興、經濟產業大臣政務官        |
| 總務大臣政務官     | 谷川富     | 眾議院／自由民主黨（細田派） |                                     |
| 總務大臣政務官     | 古川康     | 眾議院／自由民主黨（竹下派） |                                     |
| 總務大臣政務官     | 宮路拓馬   | 眾議院／自由民主黨（石原派） |                                     |
| 法務大臣政務官     | 小野田紀美 | 參議院／自由民主黨（竹下派） |                                     |
| 外務大臣政務官     | 國場幸之助 | 眾議院／自由民主黨（岸田派） |                                     |
| 外務大臣政務官     | 鈴木隼人   | 眾議院／自由民主黨（岸田派） |                                     |
| 外務大臣政務官     | 中西哲     | 參議院／自由民主黨（石破派） |                                     |
| 財務大臣政務官     | 船橋利實   | 眾議院／自由民主黨（麻生派） |                                     |
| 財務大臣政務官     | 元榮太一郎 | 參議院／自由民主黨（竹下派） |                                     |
| 文部科學大臣政務官 | 鰐淵洋子   | 眾議院／公明黨               |                                     |
| 文部科學大臣政務官 | 三谷英弘   | 眾議院／自由民主黨（無派閥） | 兼任復興、內閣府大臣政務官          |
| 厚生勞動大臣政務官 | 大隈和英   | 眾議院／自由民主黨（麻生派） |                                     |
| 厚生勞動大臣政務官 | 小鑓隆史   | 參議院／自由民主黨（岸田派） |                                     |
| 農林水產大臣政務官 | 池田道孝   | 眾議院／自由民主黨（竹下派） |                                     |
| 農林水產大臣政務官 | 熊野正士   | 參議院／公明黨               |                                     |
| 經濟產業大臣政務官 | 宗清皇一   | 眾議院／自由民主黨（細田派） | 兼任內閣府大臣政務官                |
| 經濟產業大臣政務官 | 佐藤啟     | 參議院／自由民主黨（細田派） | 兼任復興、內閣府大臣政務官          |
| 國土交通大臣政務官 | 小林茂樹   | 眾議院／自由民主黨（二階派） |                                     |
| 國土交通大臣政務官 | 朝日健太郎 | 參議院／自由民主黨（無派閥） |                                     |
| 國土交通大臣政務官 | 鳩山二郎   | 眾議院／自由民主黨（二階派） | 兼任內閣府大臣政務官                |
| 環境大臣政務官     | 宮崎勝     | 參議院／公明黨               |                                     |
| 環境大臣政務官     | 神谷昇     | 眾議院／自由民主黨（二階派） | 兼任內閣府大臣政務官                |
| 防衛大臣政務官     | 大西宏幸   | 眾議院／自由民主黨（岸田派） |                                     |
| 防衛大臣政務官     | 松川瑠衣   | 參議院／自由民主黨（細田派） | 兼任內閣府大臣政務官                |
| 數位大臣政務官     | 岡下昌平   | 眾議院／自由民主黨（二階派） | 兼任內閣府大臣政務官/2021年9月1日任 |

## 勢力分配表
※ 內閣成立時的分配。
※ 副大臣包含內閣官房副長官（政務）。
※ 粗體為自民黨五役。
※ 有隣會所屬議員包含其他派閥兼任議員內共有30名。
※ 慣例上形式脫離派閥的總理大臣、眾參議長、黨幹部包含在派閥所屬議員內。
| 名稱     | 勢力 | 國務大臣 | 副大臣 | 政務官 | 補佐官 | 其他                             |
| -------- | ---- | -------- | ------ | ------ | ------ | -------------------------------- |
| 細田派   | 98   | 5        | 6      | 5      | 0      | 政務調査會長、參議院幹事長       |
| 麻生派   | 56   | 3        | 3      | 2      | 0      | 眾議院議長、參議院議長、總務會長 |
| 竹下派   | 54   | 2        | 4      | 4      | 1      | 選舉對策委員長、 參議院議員會長  |
| 公明黨   | 57   | 1        | 3      | 3      | 0      |                                  |
| 無派閥   | 54   | 4        | 3      | 2      | 1      | 自由民主黨總裁、幹事長代行       |
| 岸田派   | 46   | 2        | 2      | 4      | 0      |                                  |
| 二階派   | 46   | 2        | 2      | 4      | 0      | 幹事長                           |
| 石破派   | 19   | 1        | 2      | 1      | 0      |                                  |
| 谷垣集團 | 18   | 0        | 1      | 0      | 0      |                                  |
| 石原派   | 11   | 1        | 1      | 1      | 0      | 國會對策委員長                   |
| 民間     | /    | 0        | 0      | 0      | 2      |                                  |
| -        | /    | 20       | 25     | 27     | 4      | /                                |